# Tupftritt
Der Tupftritt, teils auch als Tupfschritt bezeichnet, ist ein Begriff aus dem Bereich des heutigen Volkstanzes und stammt aus dem Mittelalter. Beim Tupftritt wird ein Fuß, ähnlich wie beim Tap, nur mit der Spitze vorwärts, schräg oder seitwärts aufgesetzt. Auf die zweite Taktzeit wird er meist in die Grundstellung zurückgenommen.